# Habia
A Habia  a madarak osztályának verébalakúak (Passeriformes) rendjébe és a kardinálispintyfélék (Cardinalidae) családjába tartozó nem.

## Rendszerezésük
A nemet Edward Blyth angol zoológus írta le 1840-ben, az alábbi fajok tartoznak ide:
- Habia fuscicauda
- Habia atrimaxillaris
- Habia gutturalis
- Habia cristata
- Habia rubica

## Előfordulásuk
Mexikóban, valamint Közép-Amerika és Dél-Amerika területén honosak. Természetes élőhelyeik a szubtrópusi vagy trópusi erdők és cserjések. Állandó, nem vonuló fajok.

## Megjelenésük
Testhosszuk 19-20 centiméter körüli.

## Életmódjuk
Elsősorban rovarokkal és valószínűleg más ízeltlábúakkal táplálkoznak, de bogyókat is fogyasztanak.